# منده (یمن)
 منده  به عربی ( الَمنَده  )، روستایی است در در عزلهٔ (بنی المدید)، در ناحیهٔ (القحطانیه)، از توابع استان ذَمار در کشور یمن در شبه جزیره عربستان.

## جمعیت
جمعیت آن (۶۵) نفر (۴ خانوار) می‌باشد.